# KNVB Beker 2014/15 (mannen)
De KNVB Beker 2014/15 was de 97ste editie van het toernooi om de KNVB Beker. De finale werd dit jaar na de 32e speelronde in de Eredivisie gespeeld, op 3 mei 2015 in de Kuip. FC Groningen won de beker door met 2-0 van titelverdediger PEC Zwolle te winnen. Het was de eerste keer dat FC Groningen een prijs pakte.
In tegenstelling tot voorgaande seizoenen plaatste de winnaar zich niet langer voor de play-offronde van de Europa League, maar direct voor de groepsfase. Ook nieuw dit seizoen was dat de verliezend finalist niet langer profiteert van de vrijgekomen plaats indien de bekerwinnaar zich al via de competitie heeft geplaatst voor de Champions League.

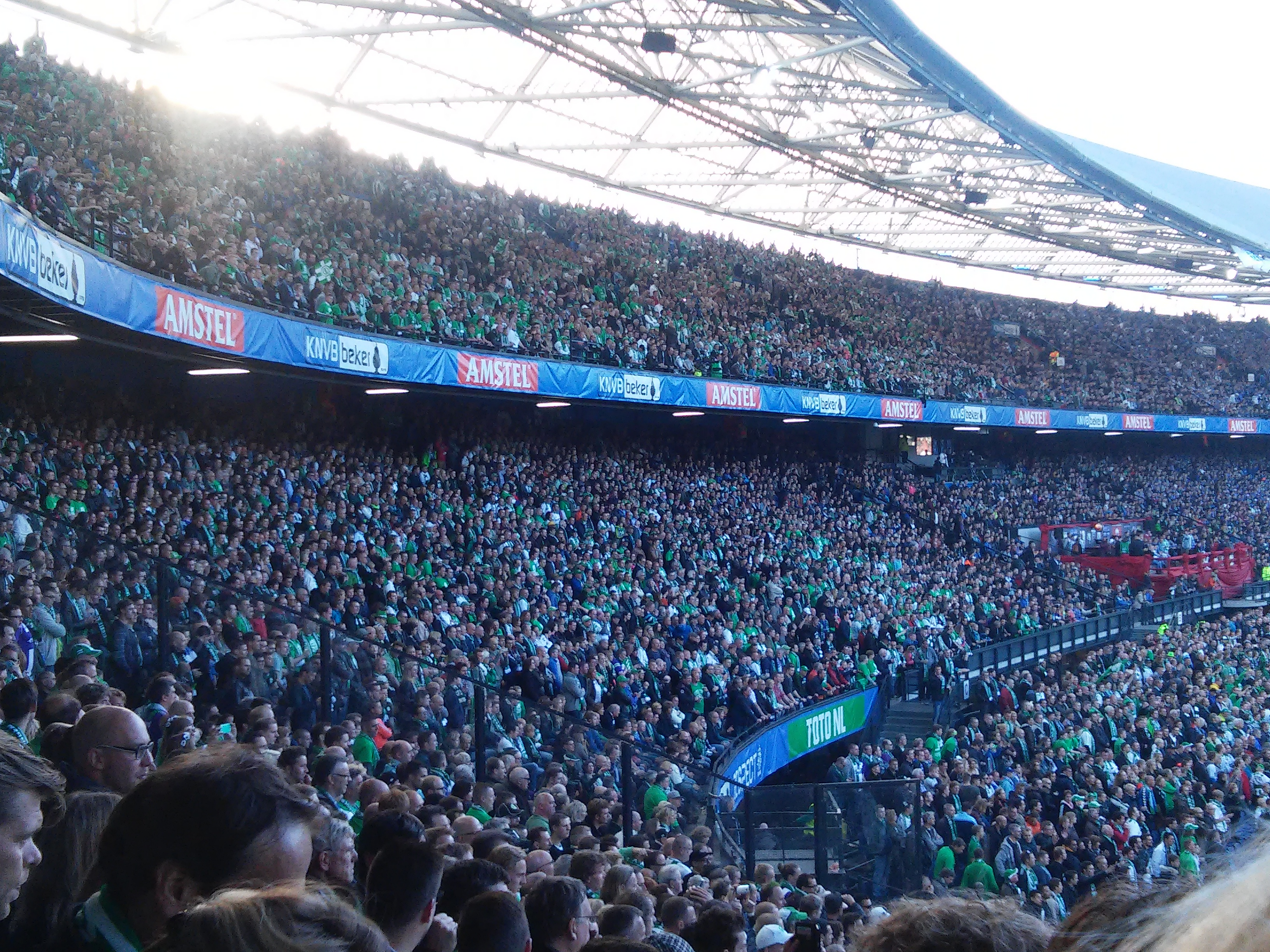
FC Groningen-fans kijken naar de finalewedstrijd.

## Speeldata
| Ronde           | Speeldata                   |
| --------------- | --------------------------- |
| Eerste ronde    | 27 augustus 2014            |
| Tweede ronde    | 23, 24 en 25 september 2014 |
| Derde ronde     | 28, 29 en 30 oktober 2014   |
| Achtste finales | 16, 17 en 18 december 2014  |
| Kwartfinales    | 27, 28 en 29 januari 2015   |
| Halve finales   | 7 en 8 april 2015           |
| Finale          | 3 mei 2015                  |

## Deelnemers
| Competitie     | Clubs               | Clubs           | Clubs               | Clubs            |
| -------------- | ------------------- | --------------- | ------------------- | ---------------- |
| Eredivisie     | ADO Den Haag        | Excelsior       | Heracles Almelo     | FC Twente        |
| Eredivisie     | Ajax                | Feyenoord       | NAC Breda           | FC Utrecht       |
| Eredivisie     | AZ                  | Go Ahead Eagles | PEC Zwolle          | Vitesse          |
| Eredivisie     | SC Cambuur          | FC Groningen    | PSV                 | Willem II        |
| Eredivisie     | FC Dordrecht        | sc Heerenveen   |                     |                  |
| Eerste divisie | Achilles '29        | Fortuna Sittard | N.E.C.              | Sparta Rotterdam |
| Eerste divisie | Almere City FC      | De Graafschap   | FC Oss              | Telstar          |
| Eerste divisie | FC Den Bosch        | Helmond Sport   | RKC Waalwijk        | FC Volendam      |
| Eerste divisie | FC Eindhoven        | MVV Maastricht  | Roda JC Kerkrade    | VVV-Venlo        |
| Eerste divisie | FC Emmen            |                 |                     |                  |
| Topklasse      | ADO '20             | EVV             | IJsselmeervogels    | Rijnsburgse Boys |
| Topklasse      | AFC                 | GVVV            | Kozakken Boys       | Scheveningen     |
| Topklasse      | Ajax (amateurs)     | HBS             | Leonidas            | Spakenburg       |
| Topklasse      | Barendrecht         | WKE             | FC Lienden          | De Treffers      |
| Topklasse      | Capelle             | HHC Hardenberg  | FC Lisse            | UNA              |
| Topklasse      | JVC Cuijk           | HSC '21         | ONS Boso Sneek      | VVSB             |
| Topklasse      | Excelsior Maassluis |                 |                     |                  |
| Hoofdklasse    | ASWH                | Flevo Boys      | De Bataven          | Noordwijk        |
| Hoofdklasse    | De Valk             | Haaglandia      | Urk                 | Juliana '31      |
| Hoofdklasse    | FVC                 | De Dijk         | JOS Watergraafsmeer | MSC              |
| Hoofdklasse    | Dosko               |                 |                     |                  |
| Eerste Klasse  | Deltasport          | EHC             | Sportlust '46       | Pelikaan         |
| Eerste Klasse  | DOS '37             |                 |                     |                  |
| Tweede Klasse  | Oude Maas           | WAVV            | Stormvogels '28     | De Ster          |
| Tweede Klasse  | ZSV                 | SC Spirit '30   |                     |                  |
| Derde Klasse   | SC Feyenoord        |                 |                     |                  |

### Legenda
| Kleur | Resultaat                        |
| ----- | -------------------------------- |
|       | Winnaar                          |
|       | Verliezend finalist              |
|       | Uitgeschakeld in halve finales   |
|       | Uitgeschakeld in kwartfinales    |
|       | Uitgeschakeld in achtste finales |
|       | Uitgeschakeld in derde ronde     |
|       | Uitgeschakeld in tweede ronde    |
|       | Uitgeschakeld in eerste ronde    |

## Wedstrijden

### 1e ronde
|                        | |               |                 |                                                                                            |
| 26 augustus 2014 20:15 | Kozakken Boys | 7 – 0 (2 – 0) | Stormvogels '28 | Stadion: Sportpark De Zwaaier, Werkendam Toeschouwers: 600 Scheidsrechter: Maarten Dubbeld |
| 26 augustus 2014 20:15 | Berry Powel 14' Berry Powel 21' Bryan Jongeneel 47' Stanley Husen 56' Madjer Lukoki 57' Madjer Lukoki 63' Michael Potkamp 87' |               |                 | Stadion: Sportpark De Zwaaier, Werkendam Toeschouwers: 600 Scheidsrechter: Maarten Dubbeld |
| 26 augustus 2014 20:15 | |               |                 | Stadion: Sportpark De Zwaaier, Werkendam Toeschouwers: 600 Scheidsrechter: Maarten Dubbeld |
| 26 augustus 2014 20:15 | |               |                 | Stadion: Sportpark De Zwaaier, Werkendam Toeschouwers: 600 Scheidsrechter: Maarten Dubbeld |
|                        | |               |                 |                                                                                            |

|                        |                                                              |                          |                                        |                                                                                                 |
| 27 augustus 2014 18:00 | Capelle                                                      | 3 – 2 nv (2 – 2) (2 – 1) | EHC                                    | Stadion: Sportpark 't Slot, Capelle aan den IJssel Toeschouwers: 400 Scheidsrechter: Eric Thijs |
| 27 augustus 2014 18:00 | Bob Vermunt 29' Bob Vermunt 43' Wilmer Kousemaker (pen) 108' |                          | 27' Michèle Meerburg 84' Karim Mahmout | Stadion: Sportpark 't Slot, Capelle aan den IJssel Toeschouwers: 400 Scheidsrechter: Eric Thijs |
| 27 augustus 2014 18:00 |                                                              |                          |                                        | Stadion: Sportpark 't Slot, Capelle aan den IJssel Toeschouwers: 400 Scheidsrechter: Eric Thijs |
| 27 augustus 2014 18:00 |                                                              |                          |                                        | Stadion: Sportpark 't Slot, Capelle aan den IJssel Toeschouwers: 400 Scheidsrechter: Eric Thijs |
|                        |                                                              |                          |                                        |                                                                                                 |

|                        | |               |                    |                                                                                           |
| 27 augustus 2014 18:00 | DOS '37                                                                                                  | 6 – 1 (3 – 0) | WAVV               | Stadion: Sportpark De Midden, Vriezenveen Toeschouwers: 450 Scheidsrechter: Eric ten Horn |
| 27 augustus 2014 18:00 | Marc Meijer 8' Marc Meijer 35' Maarten Smit 37' Maarten Smit 61' Thijs Houwing 67' Tom Hegeman (pen) 75' |               | 47' Peer Aldenkamp | Stadion: Sportpark De Midden, Vriezenveen Toeschouwers: 450 Scheidsrechter: Eric ten Horn |
| 27 augustus 2014 18:00 | |               |                    | Stadion: Sportpark De Midden, Vriezenveen Toeschouwers: 450 Scheidsrechter: Eric ten Horn |
| 27 augustus 2014 18:00 | |               |                    | Stadion: Sportpark De Midden, Vriezenveen Toeschouwers: 450 Scheidsrechter: Eric ten Horn |
|                        | |               |                    |                                                                                           |

|                        |     |                                                                                   |          |                                                                                        |
| 27 augustus 2014 18:00 | ZSV | 0 – 4 (0 – 2)                                                                     | FC Lisse | Stadion: Sportpark De Kranenmortel, Deurne Toeschouwers: 500 Scheidsrechter: Menno Hof |
| 27 augustus 2014 18:00 |     | 7' Mohammed Messaoud 36' Renaldo Jongebloet 71' Niels Buijs 88' Mohammed Messaoud |          | Stadion: Sportpark De Kranenmortel, Deurne Toeschouwers: 500 Scheidsrechter: Menno Hof |
| 27 augustus 2014 18:00 |     |                                                                                   |          | Stadion: Sportpark De Kranenmortel, Deurne Toeschouwers: 500 Scheidsrechter: Menno Hof |
| 27 augustus 2014 18:00 |     |                                                                                   |          | Stadion: Sportpark De Kranenmortel, Deurne Toeschouwers: 500 Scheidsrechter: Menno Hof |
|                        |     |                                                                                   |          |                                                                                        |

|                        | |               |                        |                                                                                        |
| 27 augustus 2014 18:00 | HBS | 6 – 1 (2 – 1) | Juliana '31            | Stadion: Sportpark Craeyenhout, Den Haag Toeschouwers: 340 Scheidsrechter: Tom Koekoek |
| 27 augustus 2014 18:00 | Tjeerd Westdijk 41' Berend Kaster 45' Berend Kaster 57' Tjeerd Westdijk 61' Mike de Geer 63' Tjeerd Westdijk 69' |               | 14' Wouter op den Camp | Stadion: Sportpark Craeyenhout, Den Haag Toeschouwers: 340 Scheidsrechter: Tom Koekoek |
| 27 augustus 2014 18:00 | |               |                        | Stadion: Sportpark Craeyenhout, Den Haag Toeschouwers: 340 Scheidsrechter: Tom Koekoek |
| 27 augustus 2014 18:00 | |               |                        | Stadion: Sportpark Craeyenhout, Den Haag Toeschouwers: 340 Scheidsrechter: Tom Koekoek |
|                        | |               |                        |                                                                                        |

|                        |         |                      |              |                                                                                       |
| 27 augustus 2014 19:45 | ADO '20 | 0 – 1 (0 – 1)        | Scheveningen | Stadion: Sportpark De Vlotter, Heemskerk Toeschouwers: 250 Scheidsrechter: Joey Kooij |
| 27 augustus 2014 19:45 |         | 10' Marvin Nieuwlaat |              | Stadion: Sportpark De Vlotter, Heemskerk Toeschouwers: 250 Scheidsrechter: Joey Kooij |
| 27 augustus 2014 19:45 |         |                      |              | Stadion: Sportpark De Vlotter, Heemskerk Toeschouwers: 250 Scheidsrechter: Joey Kooij |
| 27 augustus 2014 19:45 |         |                      |              | Stadion: Sportpark De Vlotter, Heemskerk Toeschouwers: 250 Scheidsrechter: Joey Kooij |
|                        |         |                      |              |                                                                                       |

|                        |                      |               |                                                            |                                                                                                  |
| 27 augustus 2014 20:00 | IJsselmeervogels     | 1 – 3 (0 – 1) | JVC Cuijk                                                  | Stadion: Sportpark De Westmaat, Spakenburg Toeschouwers: 1.250 Scheidsrechter: Merlijn Gerritsen |
| 27 augustus 2014 20:00 | Thomas Verheijdt 82' |               | 23' Frenk Schaap 56' Mark Fennebeumer 67' Ryan Bouwmeester | Stadion: Sportpark De Westmaat, Spakenburg Toeschouwers: 1.250 Scheidsrechter: Merlijn Gerritsen |
| 27 augustus 2014 20:00 |                      |               |                                                            | Stadion: Sportpark De Westmaat, Spakenburg Toeschouwers: 1.250 Scheidsrechter: Merlijn Gerritsen |
| 27 augustus 2014 20:00 |                      |               |                                                            | Stadion: Sportpark De Westmaat, Spakenburg Toeschouwers: 1.250 Scheidsrechter: Merlijn Gerritsen |
|                        |                      |               |                                                            |                                                                                                  |

|                        | |               |                   | |
| 27 augustus 2014 20:00 | ASWH | 4 – 1 (4 – 1) | HSC '21           | Stadion: Sportpark Schildman, Hendrik-Ido-Ambacht Toeschouwers: 500 Scheidsrechter: Ingmar Oostrom |
| 27 augustus 2014 20:00 | Serginio van Axel-Dongen 21' Jesper van den Bosch 31' Serginio van Axel-Dongen 36' Serginio van Axel-Dongen 39' |               | 34' Arjan Goorman | Stadion: Sportpark Schildman, Hendrik-Ido-Ambacht Toeschouwers: 500 Scheidsrechter: Ingmar Oostrom |
| 27 augustus 2014 20:00 | |               |                   | Stadion: Sportpark Schildman, Hendrik-Ido-Ambacht Toeschouwers: 500 Scheidsrechter: Ingmar Oostrom |
| 27 augustus 2014 20:00 | |               |                   | Stadion: Sportpark Schildman, Hendrik-Ido-Ambacht Toeschouwers: 500 Scheidsrechter: Ingmar Oostrom |
|                        | |               |                   | |

|                        |                                                                     |               |         |                                                                                              |
| 27 augustus 2014 20:00 | Ajax (amateurs)                                                     | 4 – 0 (2 – 0) | De Valk | Stadion: Sportpark De Toekomst, Amsterdam Toeschouwers: 287 Scheidsrechter: Christian Mulder |
| 27 augustus 2014 20:00 | Karim Bridji 18' Yuri Rose 36' Ogur Kaya 65' Kenneth Misa-Danso 71' |               |         | Stadion: Sportpark De Toekomst, Amsterdam Toeschouwers: 287 Scheidsrechter: Christian Mulder |
| 27 augustus 2014 20:00 |                                                                     |               |         | Stadion: Sportpark De Toekomst, Amsterdam Toeschouwers: 287 Scheidsrechter: Christian Mulder |
| 27 augustus 2014 20:00 |                                                                     |               |         | Stadion: Sportpark De Toekomst, Amsterdam Toeschouwers: 287 Scheidsrechter: Christian Mulder |
|                        |                                                                     |               |         |                                                                                              |

|                        |                     |               |                                         |                                                                                             |
| 27 augustus 2014 20:00 | FVC                 | 1 – 2 (0 – 1) | Sportlust '46                           | Stadion: Sportcomplex Wiarda, Leeuwarden Toeschouwers: 150 Scheidsrechter: Andries Dijkstra |
| 27 augustus 2014 20:00 | Robin Hollander 90' |               | 25' Gert Labots 60' Mitch van der Vlist | Stadion: Sportcomplex Wiarda, Leeuwarden Toeschouwers: 150 Scheidsrechter: Andries Dijkstra |
| 27 augustus 2014 20:00 |                     |               |                                         | Stadion: Sportcomplex Wiarda, Leeuwarden Toeschouwers: 150 Scheidsrechter: Andries Dijkstra |
| 27 augustus 2014 20:00 |                     |               |                                         | Stadion: Sportcomplex Wiarda, Leeuwarden Toeschouwers: 150 Scheidsrechter: Andries Dijkstra |
|                        |                     |               |                                         |                                                                                             |

|                        |                         |               |               |                                                                                           |
| 27 augustus 2014 20:00 | Deltasport              | 1 – 0 (0 – 0) | RKSV Leonidas | Stadion: Sportpark Broekpolder, Vlaardingen Toeschouwers: 200 Scheidsrechter: Colin Prooi |
| 27 augustus 2014 20:00 | Jimmy van der Vaart 88' |               |               | Stadion: Sportpark Broekpolder, Vlaardingen Toeschouwers: 200 Scheidsrechter: Colin Prooi |
| 27 augustus 2014 20:00 |                         |               |               | Stadion: Sportpark Broekpolder, Vlaardingen Toeschouwers: 200 Scheidsrechter: Colin Prooi |
| 27 augustus 2014 20:00 |                         |               |               | Stadion: Sportpark Broekpolder, Vlaardingen Toeschouwers: 200 Scheidsrechter: Colin Prooi |
|                        |                         |               |               |                                                                                           |

|                        |                  |                          |                                                     |                                                                                                 |
| 27 augustus 2014 20:00 | Oude Maas        | 1 – 3 nv (1 – 1) (1 – 1) | DOSKO                                               | Stadion: Sportpark Polder Albrandswaard, Portugaal Toeschouwers: 750 Scheidsrechter: Bob Grilis |
| 27 augustus 2014 20:00 | Cas Leenders 32' |                          | 23' Marvin Bedaf 91' Marvin Bedaf 117' Marvin Bedaf | Stadion: Sportpark Polder Albrandswaard, Portugaal Toeschouwers: 750 Scheidsrechter: Bob Grilis |
| 27 augustus 2014 20:00 |                  |                          |                                                     | Stadion: Sportpark Polder Albrandswaard, Portugaal Toeschouwers: 750 Scheidsrechter: Bob Grilis |
| 27 augustus 2014 20:00 |                  |                          |                                                     | Stadion: Sportpark Polder Albrandswaard, Portugaal Toeschouwers: 750 Scheidsrechter: Bob Grilis |
|                        |                  |                          |                                                     |                                                                                                 |

|                        |                          |               |          |                                                                                            |
| 27 augustus 2014 20:00 | WKE                      | 1 – 0 (0 – 0) | Pelikaan | Stadion: Sportpark Sluisvierweg,, Emmen Toeschouwers: 200 Scheidsrechter: Rutger Bekebrede |
| 27 augustus 2014 20:00 | Erwin van Dis (e.d.) 50' |               |          | Stadion: Sportpark Sluisvierweg,, Emmen Toeschouwers: 200 Scheidsrechter: Rutger Bekebrede |
| 27 augustus 2014 20:00 |                          |               |          | Stadion: Sportpark Sluisvierweg,, Emmen Toeschouwers: 200 Scheidsrechter: Rutger Bekebrede |
| 27 augustus 2014 20:00 |                          |               |          | Stadion: Sportpark Sluisvierweg,, Emmen Toeschouwers: 200 Scheidsrechter: Rutger Bekebrede |
|                        |                          |               |          |                                                                                            |

|                        |                                                                                                 |               |                                     |                                                                                           |
| 27 augustus 2014 20:00 | Flevo Boys                                                                                      | 6 – 2 (3 – 0) | Haaglandia                          | Stadion: Sportpark De Ervenbos, Emmeloord Toeschouwers: 387 Scheidsrechter: Roelof Luinge |
| 27 augustus 2014 20:00 | Frank Post 3' Timon Rorije 6' Aran Nijboer 12' Timon Rorije 51' Frank Post 61' Timon Rorije 67' |               | 47' Luc Lionahr 89' Dominique Ariës | Stadion: Sportpark De Ervenbos, Emmeloord Toeschouwers: 387 Scheidsrechter: Roelof Luinge |
| 27 augustus 2014 20:00 |                                                                                                 |               |                                     | Stadion: Sportpark De Ervenbos, Emmeloord Toeschouwers: 387 Scheidsrechter: Roelof Luinge |
| 27 augustus 2014 20:00 |                                                                                                 |               |                                     | Stadion: Sportpark De Ervenbos, Emmeloord Toeschouwers: 387 Scheidsrechter: Roelof Luinge |
|                        |                                                                                                 |               |                                     |                                                                                           |

|                        |                                           |                          |                |                                                                                          |
| 27 augustus 2014 20:00 | Barendrecht                               | 2 – 1 nv (1 – 1) (0 – 0) | De Ster        | Stadion: Sportpark De Bongerd, Barendrecht Toeschouwers: 675 Scheidsrechter: Andy Wiemer |
| 27 augustus 2014 20:00 | Jeffrey Aarts (pen) 61' Daniël Esajas 96' |                          | 70' Guido Cals | Stadion: Sportpark De Bongerd, Barendrecht Toeschouwers: 675 Scheidsrechter: Andy Wiemer |
| 27 augustus 2014 20:00 |                                           |                          |                | Stadion: Sportpark De Bongerd, Barendrecht Toeschouwers: 675 Scheidsrechter: Andy Wiemer |
| 27 augustus 2014 20:00 |                                           |                          |                | Stadion: Sportpark De Bongerd, Barendrecht Toeschouwers: 675 Scheidsrechter: Andy Wiemer |
|                        |                                           |                          |                |                                                                                          |

|                        |                                       |                          |                                                                                         |                                                                                              |
| 27 augustus 2014 20:00 | SC Feyenoord                          | 2 – 4 nv (1 – 1) (1 – 0) | De Dijk                                                                                 | Stadion: Sportcomplex Varkenoord, Rotterdam Toeschouwers: 125 Scheidsrechter: Freek van Herk |
| 27 augustus 2014 20:00 | Paul Norbruis 12' Reginald Faria 107' |                          | 88' Nabil El Gourari 92' Nabil El Gourari 115' (pen) Olaf Lindenbergh 120' Chakib Tayeb | Stadion: Sportcomplex Varkenoord, Rotterdam Toeschouwers: 125 Scheidsrechter: Freek van Herk |
| 27 augustus 2014 20:00 |                                       |                          |                                                                                         | Stadion: Sportcomplex Varkenoord, Rotterdam Toeschouwers: 125 Scheidsrechter: Freek van Herk |
| 27 augustus 2014 20:00 |                                       |                          |                                                                                         | Stadion: Sportcomplex Varkenoord, Rotterdam Toeschouwers: 125 Scheidsrechter: Freek van Herk |
|                        |                                       |                          |                                                                                         |                                                                                              |

|                        |                     |               |                                          |                                                                                   |
| 27 augustus 2014 20:00 | MSC                 | 1 – 2 (1 – 0) | ONS Sneek                                | Stadion: Sportpark Ezinge, Meppel Toeschouwers: 397 Scheidsrechter: Rob Dieperink |
| 27 augustus 2014 20:00 | Stephan Besuijen 8' |               | 49' Jurjen Bosch 82' Age Wim van der Zee | Stadion: Sportpark Ezinge, Meppel Toeschouwers: 397 Scheidsrechter: Rob Dieperink |
| 27 augustus 2014 20:00 |                     |               |                                          | Stadion: Sportpark Ezinge, Meppel Toeschouwers: 397 Scheidsrechter: Rob Dieperink |
| 27 augustus 2014 20:00 |                     |               |                                          | Stadion: Sportpark Ezinge, Meppel Toeschouwers: 397 Scheidsrechter: Rob Dieperink |
|                        |                     |               |                                          |                                                                                   |

|                        |                 |               |                                                             |                                                                                             |
| 27 augustus 2014 20:00 | De Bataven      | 1 – 3 (0 – 0) | Urk                                                         | Stadion: Sportpark Walburgen, Gendt Toeschouwers: 450 Scheidsrechter: Sander de Brito Roque |
| 27 augustus 2014 20:00 | Evert Römer 62' |               | 48' Jan van Slooten 82' Riekelt Nentjes 88' Jan van Slooten | Stadion: Sportpark Walburgen, Gendt Toeschouwers: 450 Scheidsrechter: Sander de Brito Roque |
| 27 augustus 2014 20:00 |                 |               |                                                             | Stadion: Sportpark Walburgen, Gendt Toeschouwers: 450 Scheidsrechter: Sander de Brito Roque |
| 27 augustus 2014 20:00 |                 |               |                                                             | Stadion: Sportpark Walburgen, Gendt Toeschouwers: 450 Scheidsrechter: Sander de Brito Roque |
|                        |                 |               |                                                             |                                                                                             |

|                        |                                    |               |                    |                                                                                      |
| 27 augustus 2014 20:00 | JOS Watergraafsmeer                | 2 – 1 (0 – 1) | Noordwijk          | Stadion: Sportpark Drieburg, Amsterdam Toeschouwers: 275 Scheidsrechter: Erwin Blank |
| 27 augustus 2014 20:00 | Patrick Lokken 48' Paul Bekker 83' |               | 18' Anton den Haan | Stadion: Sportpark Drieburg, Amsterdam Toeschouwers: 275 Scheidsrechter: Erwin Blank |
| 27 augustus 2014 20:00 |                                    |               |                    | Stadion: Sportpark Drieburg, Amsterdam Toeschouwers: 275 Scheidsrechter: Erwin Blank |
| 27 augustus 2014 20:00 |                                    |               |                    | Stadion: Sportpark Drieburg, Amsterdam Toeschouwers: 275 Scheidsrechter: Erwin Blank |
|                        |                                    |               |                    |                                                                                      |

|                        |                                                                              |               |               |                                                                                         |
| 27 augustus 2014 20:00 | EVV                                                                          | 4 – 0 (1 – 0) | SC Spirit '30 | Stadion: Sportpark In de Bandert, Echt Toeschouwers: 300 Scheidsrechter: Alex van Kraay |
| 27 augustus 2014 20:00 | Yael Heatubun 25' Yael Heatubun 50' Yael Heatubun 65' Rick Verbeek (pen) 85' |               |               | Stadion: Sportpark In de Bandert, Echt Toeschouwers: 300 Scheidsrechter: Alex van Kraay |
| 27 augustus 2014 20:00 |                                                                              |               |               | Stadion: Sportpark In de Bandert, Echt Toeschouwers: 300 Scheidsrechter: Alex van Kraay |
| 27 augustus 2014 20:00 |                                                                              |               |               | Stadion: Sportpark In de Bandert, Echt Toeschouwers: 300 Scheidsrechter: Alex van Kraay |
|                        |                                                                              |               |               |                                                                                         |

|                        |            |                  |                     |                                                                                          |
| 27 augustus 2014 20:15 | FC Lienden | 0 – 1 (0 – 0)    | Excelsior Maassluis | Stadion: Sportpark De Abdijhof, Lienden Toeschouwers: 353 Scheidsrechter: Wim Bronsvoort |
| 27 augustus 2014 20:15 |            | 69' Robin Hofman |                     | Stadion: Sportpark De Abdijhof, Lienden Toeschouwers: 353 Scheidsrechter: Wim Bronsvoort |
| 27 augustus 2014 20:15 |            |                  |                     | Stadion: Sportpark De Abdijhof, Lienden Toeschouwers: 353 Scheidsrechter: Wim Bronsvoort |
| 27 augustus 2014 20:15 |            |                  |                     | Stadion: Sportpark De Abdijhof, Lienden Toeschouwers: 353 Scheidsrechter: Wim Bronsvoort |
|                        |            |                  |                     |                                                                                          |

### 2e ronde
|                         |         |                  |             |                                                                                                |
| 23 september 2014 17:00 | Capelle | 0 – 1 (0 – 0)    | FC Volendam | Stadion: Sportpark 't Slot, Capelle aan den IJssel Toeschouwers: 500 Scheidsrechter: Davy Otto |
| 23 september 2014 17:00 |         | 78' Kevin Brands |             | Stadion: Sportpark 't Slot, Capelle aan den IJssel Toeschouwers: 500 Scheidsrechter: Davy Otto |
| 23 september 2014 17:00 |         |                  |             | Stadion: Sportpark 't Slot, Capelle aan den IJssel Toeschouwers: 500 Scheidsrechter: Davy Otto |
| 23 september 2014 17:00 |         |                  |             | Stadion: Sportpark 't Slot, Capelle aan den IJssel Toeschouwers: 500 Scheidsrechter: Davy Otto |
|                         |         |                  |             |                                                                                                |

|                         |                  |                                                         |                  |                                                                                            |
| 23 september 2014 17:00 | Rijnsburgse Boys | 0 – 3 (0 – 1)                                           | Sparta Rotterdam | Stadion: Sportpark Middelmors, Rijnsburg Toeschouwers: 950 Scheidsrechter: Jeroen Manschot |
| 23 september 2014 17:00 |                  | 19' Hüseyin Doğan 71' Denis Mahmudov 73' Thomas Verhaar |                  | Stadion: Sportpark Middelmors, Rijnsburg Toeschouwers: 950 Scheidsrechter: Jeroen Manschot |
| 23 september 2014 17:00 |                  |                                                         |                  | Stadion: Sportpark Middelmors, Rijnsburg Toeschouwers: 950 Scheidsrechter: Jeroen Manschot |
| 23 september 2014 17:00 |                  |                                                         |                  | Stadion: Sportpark Middelmors, Rijnsburg Toeschouwers: 950 Scheidsrechter: Jeroen Manschot |
|                         |                  |                                                         |                  |                                                                                            |

|                         |                                                                      |               |                     |                                                                                            |
| 23 september 2014 17:00 | Scheveningen                                                         | 4 – 1 (1 – 0) | FC Lisse            | Stadion: Sportpark Houtrust, Scheveningen Toeschouwers: 300 Scheidsrechter: Freek van Herk |
| 23 september 2014 17:00 | Ruben Koorndijk 24' Tim Peters 65' Tim Peters 68' Mehmet Aldogan 85' |               | 83' Thierry Monteny | Stadion: Sportpark Houtrust, Scheveningen Toeschouwers: 300 Scheidsrechter: Freek van Herk |
| 23 september 2014 17:00 |                                                                      |               |                     | Stadion: Sportpark Houtrust, Scheveningen Toeschouwers: 300 Scheidsrechter: Freek van Herk |
| 23 september 2014 17:00 |                                                                      |               |                     | Stadion: Sportpark Houtrust, Scheveningen Toeschouwers: 300 Scheidsrechter: Freek van Herk |
|                         |                                                                      |               |                     |                                                                                            |

|                         |                       |               |                                       | |
| 23 september 2014 17:00 | VVSB                  | 1 – 2 (0 – 1) | Vitesse                               | Stadion: Sportpark de Boekhorst, Noordwijkerhout Toeschouwers: 1.000 Scheidsrechter: Richard Martens |
| 23 september 2014 17:00 | Peet van der Slot 72' |               | 21' Bertrand Traoré 90' Renato Ibarra | Stadion: Sportpark de Boekhorst, Noordwijkerhout Toeschouwers: 1.000 Scheidsrechter: Richard Martens |
| 23 september 2014 17:00 |                       |               |                                       | Stadion: Sportpark de Boekhorst, Noordwijkerhout Toeschouwers: 1.000 Scheidsrechter: Richard Martens |
| 23 september 2014 17:00 |                       |               |                                       | Stadion: Sportpark de Boekhorst, Noordwijkerhout Toeschouwers: 1.000 Scheidsrechter: Richard Martens |
|                         |                       |               |                                       | |

|                         |                                                       |               |                                                                          | |
| 23 september 2014 18:30 | Spakenburg                                            | 3 – 4 (1 – 2) | NAC Breda                                                                | Stadion: Sportpark De Westmaat, Spakenburg Toeschouwers: 3.500 Scheidsrechter: Martin van den Kerkhof |
| 23 september 2014 18:30 | Kees Tol 17' Niels Buijtenhuis 70' Peter de Lange 79' |               | 21' Uroš Matić 43' Joeri de Kamps 64' Mats Seuntjens 74' Jeffrey Sarpong | Stadion: Sportpark De Westmaat, Spakenburg Toeschouwers: 3.500 Scheidsrechter: Martin van den Kerkhof |
| 23 september 2014 18:30 |                                                       |               |                                                                          | Stadion: Sportpark De Westmaat, Spakenburg Toeschouwers: 3.500 Scheidsrechter: Martin van den Kerkhof |
| 23 september 2014 18:30 |                                                       |               |                                                                          | Stadion: Sportpark De Westmaat, Spakenburg Toeschouwers: 3.500 Scheidsrechter: Martin van den Kerkhof |
|                         |                                                       |               |                                                                          | |

|                         |                                          |                                         |                                            |                                                                                      |
| 23 september 2014 20:00 | Almere City FC                           | 2 – 2 n.v. (1 – 1) (0 – 1) (2 – 0 pen.) | ADO Den Haag                               | Stadion: Almere City Stadion, Almere Toeschouwers: 867 Scheidsrechter: Siemen Mulder |
| 23 september 2014 20:00 | Vincent Janssen 65' Vincent Janssen 112' |                                         | 44' Mike van Duinen 117' Thomas Kristensen | Stadion: Almere City Stadion, Almere Toeschouwers: 867 Scheidsrechter: Siemen Mulder |
| 23 september 2014 20:00 |                                          |                                         |                                            | Stadion: Almere City Stadion, Almere Toeschouwers: 867 Scheidsrechter: Siemen Mulder |
| 23 september 2014 20:00 |                                          |                                         |                                            | Stadion: Almere City Stadion, Almere Toeschouwers: 867 Scheidsrechter: Siemen Mulder |
|                         |                                          |                                         |                                            |                                                                                      |

|                         |                                               |                                         |                                         |                                                                                         |
| 23 september 2014 20:00 | Ajax (amateurs)                               | 2 – 2 n.v. (1 – 1) (1 – 1) (3 – 5 pen.) | N.E.C.                                  | Stadion: Sportpark De Toekomst, Amsterdam Toeschouwers: 348 Scheidsrechter: Erwin Blank |
| 23 september 2014 20:00 | Mimoun Eloisghiri 31' Thomas Metzemaekers 98' |                                         | 22' Sjoerd Ars 102' Alireza Jahanbakhsh | Stadion: Sportpark De Toekomst, Amsterdam Toeschouwers: 348 Scheidsrechter: Erwin Blank |
| 23 september 2014 20:00 |                                               |                                         |                                         | Stadion: Sportpark De Toekomst, Amsterdam Toeschouwers: 348 Scheidsrechter: Erwin Blank |
| 23 september 2014 20:00 |                                               |                                         |                                         | Stadion: Sportpark De Toekomst, Amsterdam Toeschouwers: 348 Scheidsrechter: Erwin Blank |
|                         |                                               |                                         |                                         |                                                                                         |

|                         |                |                                                          |              |                                                                                  |
| 23 september 2014 20:00 | ONS/Boso Sneek | 0 – 3 (0 – 2)                                            | FC Dordrecht | Stadion: Zuidersportpark, Sneek Toeschouwers: 1.000 Scheidsrechter: Stijn Berben |
| 23 september 2014 20:00 |                | 12' Mart Lieder 35' (pen) Ryan Koolwijk 71' Everon Pisas |              | Stadion: Zuidersportpark, Sneek Toeschouwers: 1.000 Scheidsrechter: Stijn Berben |
| 23 september 2014 20:00 |                |                                                          |              | Stadion: Zuidersportpark, Sneek Toeschouwers: 1.000 Scheidsrechter: Stijn Berben |
| 23 september 2014 20:00 |                |                                                          |              | Stadion: Zuidersportpark, Sneek Toeschouwers: 1.000 Scheidsrechter: Stijn Berben |
|                         |                |                                                          |              |                                                                                  |

|                         |                     |               |         |                                                                                        |
| 23 september 2014 20:00 | Flevo Boys          | 1 – 0 (1 – 0) | DOS '37 | Stadion: Sportpark De Ervenbos, Emmeloord Toeschouwers: 412 Scheidsrechter: Joey Kooij |
| 23 september 2014 20:00 | Wesley de Klein 23' |               |         | Stadion: Sportpark De Ervenbos, Emmeloord Toeschouwers: 412 Scheidsrechter: Joey Kooij |
| 23 september 2014 20:00 |                     |               |         | Stadion: Sportpark De Ervenbos, Emmeloord Toeschouwers: 412 Scheidsrechter: Joey Kooij |
| 23 september 2014 20:00 |                     |               |         | Stadion: Sportpark De Ervenbos, Emmeloord Toeschouwers: 412 Scheidsrechter: Joey Kooij |
|                         |                     |               |         |                                                                                        |

|                         |                      |               |              |                                                                                          |
| 23 september 2014 20:00 | HHC Hardenberg       | 1 – 0 (0 – 0) | RKC Waalwijk | Stadion: Sportpark de Boshoek, Heemse Toeschouwers: 1.300 Scheidsrechter: Jeroen Sanders |
| 23 september 2014 20:00 | Hielke Penterman 58' |               |              | Stadion: Sportpark de Boshoek, Heemse Toeschouwers: 1.300 Scheidsrechter: Jeroen Sanders |
| 23 september 2014 20:00 |                      |               |              | Stadion: Sportpark de Boshoek, Heemse Toeschouwers: 1.300 Scheidsrechter: Jeroen Sanders |
| 23 september 2014 20:00 |                      |               |              | Stadion: Sportpark de Boshoek, Heemse Toeschouwers: 1.300 Scheidsrechter: Jeroen Sanders |
|                         |                      |               |              |                                                                                          |

|                         |                     |               |                                                                                   |                                                                                               |
| 23 september 2014 20:00 | Excelsior Maassluis | 1 – 4 (1 – 1) | FC Emmen                                                                          | Stadion: Sportpark Lavendelstraat, Maassluis Toeschouwers: 600 Scheidsrechter: Christiaan Bax |
| 23 september 2014 20:00 | Kevin Vink 32'      |               | 20' Sander Rozema 60' Cas Peters 83' Elson do Rosario Almeida 87' Roland Bergkamp | Stadion: Sportpark Lavendelstraat, Maassluis Toeschouwers: 600 Scheidsrechter: Christiaan Bax |
| 23 september 2014 20:00 |                     |               |                                                                                   | Stadion: Sportpark Lavendelstraat, Maassluis Toeschouwers: 600 Scheidsrechter: Christiaan Bax |
| 23 september 2014 20:00 |                     |               |                                                                                   | Stadion: Sportpark Lavendelstraat, Maassluis Toeschouwers: 600 Scheidsrechter: Christiaan Bax |
|                         |                     |               |                                                                                   |                                                                                               |

|                         |           |                         |              |                                                                                               |
| 23 september 2014 20:00 | VVV-Venlo | 0 – 0 n.v. (4 – 2 pen.) | FC Eindhoven | Stadion: Seacon Stadion - De Koel -, Venlo Toeschouwers: 2.323 Scheidsrechter: Danny Makkelie |
| 23 september 2014 20:00 |           |                         |              | Stadion: Seacon Stadion - De Koel -, Venlo Toeschouwers: 2.323 Scheidsrechter: Danny Makkelie |
| 23 september 2014 20:00 |           |                         |              | Stadion: Seacon Stadion - De Koel -, Venlo Toeschouwers: 2.323 Scheidsrechter: Danny Makkelie |
| 23 september 2014 20:00 |           |                         |              | Stadion: Seacon Stadion - De Koel -, Venlo Toeschouwers: 2.323 Scheidsrechter: Danny Makkelie |
|                         |           |                         |              |                                                                                               |

|                         |                       |                            |                                               |                                                                                                  |
| 23 september 2014 20:00 | Kozakken Boys         | 1 – 2 n.v. (1 – 1) (0 – 0) | Sportlust '46                                 | Stadion: Sportpark De Zwaaier, Werkendam Toeschouwers: 650 Scheidsrechter: Sander de Brito Roque |
| 23 september 2014 20:00 | Arif Irilmazbilek 51' |                            | 74' Nick van Baaren 100' (pen) Robin Demeijer | Stadion: Sportpark De Zwaaier, Werkendam Toeschouwers: 650 Scheidsrechter: Sander de Brito Roque |
| 23 september 2014 20:00 |                       |                            |                                               | Stadion: Sportpark De Zwaaier, Werkendam Toeschouwers: 650 Scheidsrechter: Sander de Brito Roque |
| 23 september 2014 20:00 |                       |                            |                                               | Stadion: Sportpark De Zwaaier, Werkendam Toeschouwers: 650 Scheidsrechter: Sander de Brito Roque |
|                         |                       |                            |                                               |                                                                                                  |

|                         |                                          |               |               |                                                                                             |
| 23 september 2014 20:00 | Deltasport                               | 2 – 1 (1 – 0) | Willem II     | Stadion: Sportpark Broekpolder, Vlaardingen Toeschouwers: 800 Scheidsrechter: Rob Dieperink |
| 23 september 2014 20:00 | Redouan Boulfalfal 35' Leon Krznarić 90' |               | 53' Ben Sahar | Stadion: Sportpark Broekpolder, Vlaardingen Toeschouwers: 800 Scheidsrechter: Rob Dieperink |
| 23 september 2014 20:00 |                                          |               |               | Stadion: Sportpark Broekpolder, Vlaardingen Toeschouwers: 800 Scheidsrechter: Rob Dieperink |
| 23 september 2014 20:00 |                                          |               |               | Stadion: Sportpark Broekpolder, Vlaardingen Toeschouwers: 800 Scheidsrechter: Rob Dieperink |
|                         |                                          |               |               |                                                                                             |

|                         |                                          |               |                    |                                                                                                |
| 23 september 2014 20:45 | Roda JC Kerkrade                         | 2 – 1 (1 – 0) | sc Heerenveen      | Stadion: Parkstad Limburg Stadion, Kerkrade Toeschouwers: 9.276 Scheidsrechter: Tom van Sichem |
| 23 september 2014 20:45 | Rigino Cicilia 24' Mitchel Paulissen 86' |               | 85' Morten Thorsby | Stadion: Parkstad Limburg Stadion, Kerkrade Toeschouwers: 9.276 Scheidsrechter: Tom van Sichem |
| 23 september 2014 20:45 |                                          |               |                    | Stadion: Parkstad Limburg Stadion, Kerkrade Toeschouwers: 9.276 Scheidsrechter: Tom van Sichem |
| 23 september 2014 20:45 |                                          |               |                    | Stadion: Parkstad Limburg Stadion, Kerkrade Toeschouwers: 9.276 Scheidsrechter: Tom van Sichem |
|                         |                                          |               |                    |                                                                                                |

|                         |                        |               |                                     |                                                                                         |
| 24 september 2014 17:00 | HBS                    | 1 – 2 (0 – 1) | Heracles Almelo                     | Stadion: Sportpark Craeyenhout, Den Haag Toeschouwers: 2.600 Scheidsrechter: Kevin Blom |
| 24 september 2014 17:00 | Mike de Geer (pen) 81' |               | 11' Bryan Linssen 70' Wout Weghorst | Stadion: Sportpark Craeyenhout, Den Haag Toeschouwers: 2.600 Scheidsrechter: Kevin Blom |
| 24 september 2014 17:00 |                        |               |                                     | Stadion: Sportpark Craeyenhout, Den Haag Toeschouwers: 2.600 Scheidsrechter: Kevin Blom |
| 24 september 2014 17:00 |                        |               |                                     | Stadion: Sportpark Craeyenhout, Den Haag Toeschouwers: 2.600 Scheidsrechter: Kevin Blom |
|                         |                        |               |                                     |                                                                                         |

|                         |       |                    |               |                                                                                          |
| 24 september 2014 17:00 | DOSKO | 0 – 1 (0 – 1)      | De Graafschap | Stadion: Sportpark Meilust, Bergen op Zoom Toeschouwers: 900 Scheidsrechter: Tom Koekoek |
| 24 september 2014 17:00 |       | 34' Nathaniel Will |               | Stadion: Sportpark Meilust, Bergen op Zoom Toeschouwers: 900 Scheidsrechter: Tom Koekoek |
| 24 september 2014 17:00 |       |                    |               | Stadion: Sportpark Meilust, Bergen op Zoom Toeschouwers: 900 Scheidsrechter: Tom Koekoek |
| 24 september 2014 17:00 |       |                    |               | Stadion: Sportpark Meilust, Bergen op Zoom Toeschouwers: 900 Scheidsrechter: Tom Koekoek |
|                         |       |                    |               |                                                                                          |

|                         |     |                                             |           |                                                                                                |
| 24 september 2014 17:00 | AFC | 0 – 2 (0 – 1)                               | Excelsior | Stadion: Sportpark Goed Genoeg, Amsterdam Toeschouwers: 500 Scheidsrechter: Edwin van de Graaf |
| 24 september 2014 17:00 |     | 37' Daryl van Mieghem 51' Daryl van Mieghem |           | Stadion: Sportpark Goed Genoeg, Amsterdam Toeschouwers: 500 Scheidsrechter: Edwin van de Graaf |
| 24 september 2014 17:00 |     |                                             |           | Stadion: Sportpark Goed Genoeg, Amsterdam Toeschouwers: 500 Scheidsrechter: Edwin van de Graaf |
| 24 september 2014 17:00 |     |                                             |           | Stadion: Sportpark Goed Genoeg, Amsterdam Toeschouwers: 500 Scheidsrechter: Edwin van de Graaf |
|                         |     |                                             |           |                                                                                                |

|                         |                                                                              |                            | |                                                                                                |
| 24 september 2014 17:00 | ASV De Dijk                                                                  | 4 – 7 n.v. (4 – 4) (2 – 2) | Fortuna Sittard | Stadion: Sportpark Schellingwoude, Amsterdam Toeschouwers: 500 Scheidsrechter: Laurens Gerrets |
| 24 september 2014 17:00 | Moaad El Aakel 21' Dennis Kaars 29' Bud Water 80' Olaf Lindenbergh (pen) 90' |                            | 12' (pen) Roel Janssen 15' Jordie Briels 57' Ramon Voorn 87' Seku Conneh 95' Seku Conneh 115' Jeffrey Vlug 117' Jasper Waalkens | Stadion: Sportpark Schellingwoude, Amsterdam Toeschouwers: 500 Scheidsrechter: Laurens Gerrets |
| 24 september 2014 17:00 |                                                                              |                            | | Stadion: Sportpark Schellingwoude, Amsterdam Toeschouwers: 500 Scheidsrechter: Laurens Gerrets |
| 24 september 2014 17:00 |                                                                              |                            | | Stadion: Sportpark Schellingwoude, Amsterdam Toeschouwers: 500 Scheidsrechter: Laurens Gerrets |
|                         |                                                                              |                            | |                                                                                                |

|                         |                     | |      |                                                                                            |
| 24 september 2014 18:30 | JOS Watergraafsmeer | 0 – 9 (0 – 3) | Ajax | Stadion: Olympisch Stadion, Amsterdam Toeschouwers: 5.000 Scheidsrechter: Serdar Gözübüyük |
| 24 september 2014 18:30 |                     | 22' Arkadiusz Milik 24' Lucas Andersen 26' Arkadiusz Milik 62' Arkadiusz Milik 64' Ricardo Kishna 70' Queensy Menig 82' Arkadiusz Milik 87' Arkadiusz Milik 88' Arkadiusz Milik |      | Stadion: Olympisch Stadion, Amsterdam Toeschouwers: 5.000 Scheidsrechter: Serdar Gözübüyük |
| 24 september 2014 18:30 |                     | |      | Stadion: Olympisch Stadion, Amsterdam Toeschouwers: 5.000 Scheidsrechter: Serdar Gözübüyük |
| 24 september 2014 18:30 |                     | |      | Stadion: Olympisch Stadion, Amsterdam Toeschouwers: 5.000 Scheidsrechter: Serdar Gözübüyük |
|                         |                     | |      |                                                                                            |

|                         |                                                   |               |                                             | |
| 24 september 2014 20:00 | PEC Zwolle                                        | 3 – 2 (1 – 1) | FC Oss                                      | Stadion: IJsseldeltastadion, IJsseldeltastadion, Zwolle Toeschouwers: 7.800 Scheidsrechter: Allard Lindhout |
| 24 september 2014 20:00 | Jesper Drost 33' Tomáš Necid 72' Jesper Drost 74' |               | 40' Rick Stuy van den Herik 75' Istvan Bakx | Stadion: IJsseldeltastadion, IJsseldeltastadion, Zwolle Toeschouwers: 7.800 Scheidsrechter: Allard Lindhout |
| 24 september 2014 20:00 |                                                   |               |                                             | Stadion: IJsseldeltastadion, IJsseldeltastadion, Zwolle Toeschouwers: 7.800 Scheidsrechter: Allard Lindhout |
| 24 september 2014 20:00 |                                                   |               |                                             | Stadion: IJsseldeltastadion, IJsseldeltastadion, Zwolle Toeschouwers: 7.800 Scheidsrechter: Allard Lindhout |
|                         |                                                   |               |                                             | |

|                         |                   |               |                                                                                     |                                                                                             |
| 24 september 2014 20:00 | Barendrecht       | 1 – 4 (0 – 2) | FC Groningen                                                                        | Stadion: Sportpark De Bongerd, Barendrecht Toeschouwers: 1.200 Scheidsrechter: Martin Pérez |
| 24 september 2014 20:00 | Daniel Esajas 90' |               | 18' Danny Hoesen 24' Michael de Leeuw 66' Nick van der Velden 73' Jarchinio Antonia | Stadion: Sportpark De Bongerd, Barendrecht Toeschouwers: 1.200 Scheidsrechter: Martin Pérez |
| 24 september 2014 20:00 |                   |               |                                                                                     | Stadion: Sportpark De Bongerd, Barendrecht Toeschouwers: 1.200 Scheidsrechter: Martin Pérez |
| 24 september 2014 20:00 |                   |               |                                                                                     | Stadion: Sportpark De Bongerd, Barendrecht Toeschouwers: 1.200 Scheidsrechter: Martin Pérez |
|                         |                   |               |                                                                                     |                                                                                             |

|                         |                          |               |                                        |                                                                                                |
| 24 september 2014 20:00 | JVC Cuijk                | 1 – 2 (0 – 1) | GVVV                                   | Stadion: Sportpark De Groenendijkse Kampen, Cuijk Toeschouwers: 600 Scheidsrechter: Eric Thijs |
| 24 september 2014 20:00 | Cayfano Latupeirissa 57' |               | 27' Roy Terschegget 89' Martin van Eck | Stadion: Sportpark De Groenendijkse Kampen, Cuijk Toeschouwers: 600 Scheidsrechter: Eric Thijs |
| 24 september 2014 20:00 |                          |               |                                        | Stadion: Sportpark De Groenendijkse Kampen, Cuijk Toeschouwers: 600 Scheidsrechter: Eric Thijs |
| 24 september 2014 20:00 |                          |               |                                        | Stadion: Sportpark De Groenendijkse Kampen, Cuijk Toeschouwers: 600 Scheidsrechter: Eric Thijs |
|                         |                          |               |                                        |                                                                                                |

|                         |                                          |                            |                     |                                                                                           |
| 24 september 2014 20:00 | De Treffers                              | 2 – 1 n.v. (1 – 1) (1 – 1) | Telstar             | Stadion: Sportpark Zuid, Groesbeek Toeschouwers: 400 Scheidsrechter: Karel van den Heuvel |
| 24 september 2014 20:00 | Stefan de Jong 31' Santiago Palacios 97' |                            | 9' Anmar Almubaraki | Stadion: Sportpark Zuid, Groesbeek Toeschouwers: 400 Scheidsrechter: Karel van den Heuvel |
| 24 september 2014 20:00 |                                          |                            |                     | Stadion: Sportpark Zuid, Groesbeek Toeschouwers: 400 Scheidsrechter: Karel van den Heuvel |
| 24 september 2014 20:00 |                                          |                            |                     | Stadion: Sportpark Zuid, Groesbeek Toeschouwers: 400 Scheidsrechter: Karel van den Heuvel |
|                         |                                          |                            |                     |                                                                                           |

|                         |              |                                                                                     |            |                                                                                                 |
| 24 september 2014 20:00 | FC Den Bosch | 0 – 4 (0 – 0)                                                                       | SC Cambuur | Stadion: Stadion De Vliert, 's-Hertogenbosch Toeschouwers: 2073 Scheidsrechter: Jochem Kamphuis |
| 24 september 2014 20:00 |              | 59' Mart Dijkstra 65' Sebastian Steblecki 68' Sebastian Steblecki 89' Martijn Barto |            | Stadion: Stadion De Vliert, 's-Hertogenbosch Toeschouwers: 2073 Scheidsrechter: Jochem Kamphuis |
| 24 september 2014 20:00 |              |                                                                                     |            | Stadion: Stadion De Vliert, 's-Hertogenbosch Toeschouwers: 2073 Scheidsrechter: Jochem Kamphuis |
| 24 september 2014 20:00 |              |                                                                                     |            | Stadion: Stadion De Vliert, 's-Hertogenbosch Toeschouwers: 2073 Scheidsrechter: Jochem Kamphuis |
|                         |              |                                                                                     |            |                                                                                                 |

|                         |                                 |               |                 |                                                                                     |
| 24 september 2014 20:00 | Urk                             | 2 – 1 (1 – 0) | UNA             | Stadion: Sportpark De Vormt, Urk Toeschouwers: 700 Scheidsrechter: Christian Mulder |
| 24 september 2014 20:00 | Gerrit Tol 12' Hessel Snoek 65' |               | 78' Tom Dekkers | Stadion: Sportpark De Vormt, Urk Toeschouwers: 700 Scheidsrechter: Christian Mulder |
| 24 september 2014 20:00 |                                 |               |                 | Stadion: Sportpark De Vormt, Urk Toeschouwers: 700 Scheidsrechter: Christian Mulder |
| 24 september 2014 20:00 |                                 |               |                 | Stadion: Sportpark De Vormt, Urk Toeschouwers: 700 Scheidsrechter: Christian Mulder |
|                         |                                 |               |                 |                                                                                     |

|                         |                                                       |               |                                                      | |
| 24 september 2014 20:00 | ASWH                                                  | 2 – 3 (0 – 2) | WKE                                                  | Stadion: Sportpark Schildman, Hendrik-Ido-Ambacht Toeschouwers: 400 Scheidsrechter: Steven van der Vrande |
| 24 september 2014 20:00 | Jesper van den Bosch 50' Serginio van Axel-Dongen 55' |               | 16' Anton Jongsma 45' Johnny de Vries 71' Yumé Ramos | Stadion: Sportpark Schildman, Hendrik-Ido-Ambacht Toeschouwers: 400 Scheidsrechter: Steven van der Vrande |
| 24 september 2014 20:00 |                                                       |               |                                                      | Stadion: Sportpark Schildman, Hendrik-Ido-Ambacht Toeschouwers: 400 Scheidsrechter: Steven van der Vrande |
| 24 september 2014 20:00 |                                                       |               |                                                      | Stadion: Sportpark Schildman, Hendrik-Ido-Ambacht Toeschouwers: 400 Scheidsrechter: Steven van der Vrande |
|                         |                                                       |               |                                                      | |

|                         |     |               |    |                                                                                          |
| 24 september 2014 20:00 | EVV | 0 – 1 (0 – 1) | AZ | Stadion: Sportpark In de Bandert, Echt Toeschouwers: 2.124 Scheidsrechter: Dennis Higler |
| 24 september 2014 20:00 |     | 27' Thom Haye |    | Stadion: Sportpark In de Bandert, Echt Toeschouwers: 2.124 Scheidsrechter: Dennis Higler |
| 24 september 2014 20:00 |     |               |    | Stadion: Sportpark In de Bandert, Echt Toeschouwers: 2.124 Scheidsrechter: Dennis Higler |
| 24 september 2014 20:00 |     |               |    | Stadion: Sportpark In de Bandert, Echt Toeschouwers: 2.124 Scheidsrechter: Dennis Higler |
|                         |     |               |    |                                                                                          |

|                         |                                                                             |                            |                                                             |                                                                                       |
| 24 september 2014 20:00 | MVV Maastricht                                                              | 4 – 3 n.v. (2 – 2) (2 – 0) | Helmond Sport                                               | Stadion: Geusselt, Maastricht Toeschouwers: 1.744 Scheidsrechter: Reinold Wiedemeijer |
| 24 september 2014 20:00 | Nick Kuipers 29' Jordy Croux 31' Ronald Hikspoors 103' Niels Vorthoren 112' |                            | 84' Juanito Sequeira 87' Oumar Diouck 110' Juanito Sequeira | Stadion: Geusselt, Maastricht Toeschouwers: 1.744 Scheidsrechter: Reinold Wiedemeijer |
| 24 september 2014 20:00 |                                                                             |                            |                                                             | Stadion: Geusselt, Maastricht Toeschouwers: 1.744 Scheidsrechter: Reinold Wiedemeijer |
| 24 september 2014 20:00 |                                                                             |                            |                                                             | Stadion: Geusselt, Maastricht Toeschouwers: 1.744 Scheidsrechter: Reinold Wiedemeijer |
|                         |                                                                             |                            |                                                             |                                                                                       |

|                         |                                           |               |           |                                                                                     |
| 24 september 2014 20:45 | Go Ahead Eagles                           | 2 – 0 (1 – 0) | Feyenoord | Stadion: De Adelaarshorst, Deventer Toeschouwers: 6.478 Scheidsrechter: Bas Nijhuis |
| 24 september 2014 20:45 | Jules Reimerink 4' Jop van der Linden 76' |               |           | Stadion: De Adelaarshorst, Deventer Toeschouwers: 6.478 Scheidsrechter: Bas Nijhuis |
| 24 september 2014 20:45 |                                           |               |           | Stadion: De Adelaarshorst, Deventer Toeschouwers: 6.478 Scheidsrechter: Bas Nijhuis |
| 24 september 2014 20:45 |                                           |               |           | Stadion: De Adelaarshorst, Deventer Toeschouwers: 6.478 Scheidsrechter: Bas Nijhuis |
|                         |                                           |               |           |                                                                                     |

|                         |                    |               |                                                           |                                                                                          |
| 25 september 2014 18:30 | Achilles '29       | 1 – 3 (0 – 2) | FC Twente                                                 | Stadion: Sportpark De Heikant, Groesbeek Toeschouwers: 2.532 Scheidsrechter: Pieter Vink |
| 25 september 2014 18:30 | Thijs Hendriks 89' |               | 11' Youness Mokhtar 13' Luc Castaignos 66' Luc Castaignos | Stadion: Sportpark De Heikant, Groesbeek Toeschouwers: 2.532 Scheidsrechter: Pieter Vink |
| 25 september 2014 18:30 |                    |               |                                                           | Stadion: Sportpark De Heikant, Groesbeek Toeschouwers: 2.532 Scheidsrechter: Pieter Vink |
| 25 september 2014 18:30 |                    |               |                                                           | Stadion: Sportpark De Heikant, Groesbeek Toeschouwers: 2.532 Scheidsrechter: Pieter Vink |
|                         |                    |               |                                                           |                                                                                          |

|                         |                                            |               |            |                                                                                         |
| 25 september 2014 20:45 | PSV                                        | 2 – 0 (2 – 0) | FC Utrecht | Stadion: Philips Stadion, Eindhoven Toeschouwers: 18.000 Scheidsrechter: Eric Braamhaar |
| 25 september 2014 20:45 | Jetro Willems 2' Yannick Cortie (e.d.) 18' |               |            | Stadion: Philips Stadion, Eindhoven Toeschouwers: 18.000 Scheidsrechter: Eric Braamhaar |
| 25 september 2014 20:45 |                                            |               |            | Stadion: Philips Stadion, Eindhoven Toeschouwers: 18.000 Scheidsrechter: Eric Braamhaar |
| 25 september 2014 20:45 |                                            |               |            | Stadion: Philips Stadion, Eindhoven Toeschouwers: 18.000 Scheidsrechter: Eric Braamhaar |
|                         |                                            |               |            |                                                                                         |

### 3e ronde
|                       |     |                                                                                      |      |                                                                                         |
| 28 oktober 2014 18.30 | Urk | 0 – 4 (0 – 3)                                                                        | Ajax | Stadion: Sportpark De Vormt, Urk Toeschouwers: 4.500 Scheidsrechter: Edwin van de Graaf |
| 28 oktober 2014 18.30 |     | 34' Lerin Duarte 37' (pen) Arkadiusz Milik 40' Arkadiusz Milik 86' Richairo Živković |      | Stadion: Sportpark De Vormt, Urk Toeschouwers: 4.500 Scheidsrechter: Edwin van de Graaf |
| 28 oktober 2014 18.30 |     |                                                                                      |      | Stadion: Sportpark De Vormt, Urk Toeschouwers: 4.500 Scheidsrechter: Edwin van de Graaf |
| 28 oktober 2014 18.30 |     |                                                                                      |      | Stadion: Sportpark De Vormt, Urk Toeschouwers: 4.500 Scheidsrechter: Edwin van de Graaf |
|                       |     |                                                                                      |      |                                                                                         |

|                       |                                       |               |                |                                                                                                |
| 28 oktober 2014 20.00 | VVV-Venlo                             | 2 – 0 (1 – 0) | MVV Maastricht | Stadion: Seacon Stadion - De Koel -, Venlo Toeschouwers: 1.900 Scheidsrechter: Jochem Kamphuis |
| 28 oktober 2014 20.00 | Vito van Crooij 38' Melvin Platje 68' |               |                | Stadion: Seacon Stadion - De Koel -, Venlo Toeschouwers: 1.900 Scheidsrechter: Jochem Kamphuis |
| 28 oktober 2014 20.00 |                                       |               |                | Stadion: Seacon Stadion - De Koel -, Venlo Toeschouwers: 1.900 Scheidsrechter: Jochem Kamphuis |
| 28 oktober 2014 20.00 |                                       |               |                | Stadion: Seacon Stadion - De Koel -, Venlo Toeschouwers: 1.900 Scheidsrechter: Jochem Kamphuis |
|                       |                                       |               |                |                                                                                                |

|                       |                                                                    |               |                        |                                                                                                |
| 28 oktober 2014 20.00 | De Graafschap                                                      | 4 – 1 (2 – 0) | Deltasport             | Stadion: Stadion De Vijverberg, Doetinchem Toeschouwers: 1.523 Scheidsrechter: Jeroen Manschot |
| 28 oktober 2014 20.00 | Karim Tarfi 27' Jan Lammers 40' Robin Pröpper 63' Jeroen Meurs 67' |               | 50' Redouan Boulfalfal | Stadion: Stadion De Vijverberg, Doetinchem Toeschouwers: 1.523 Scheidsrechter: Jeroen Manschot |
| 28 oktober 2014 20.00 |                                                                    |               |                        | Stadion: Stadion De Vijverberg, Doetinchem Toeschouwers: 1.523 Scheidsrechter: Jeroen Manschot |
| 28 oktober 2014 20.00 |                                                                    |               |                        | Stadion: Stadion De Vijverberg, Doetinchem Toeschouwers: 1.523 Scheidsrechter: Jeroen Manschot |
|                       |                                                                    |               |                        |                                                                                                |

|                       | |               |                                       |                                                                                   |
| 28 oktober 2014 20.00 | Heracles Almelo | 6 – 2 (3 – 2) | FC Emmen                              | Stadion: Polman Stadion, Almelo Toeschouwers: 4.500 Scheidsrechter: Siemen Mulder |
| 28 oktober 2014 20.00 | Oussama Tannane 17' Oussama Tannane 28' Oussama Tannane 36' Bryan Linssen 64' Oussama Tannane 66' Oussama Tannane 78' |               | 35' Tim Siekman 40' Alexander Bannink | Stadion: Polman Stadion, Almelo Toeschouwers: 4.500 Scheidsrechter: Siemen Mulder |
| 28 oktober 2014 20.00 | |               |                                       | Stadion: Polman Stadion, Almelo Toeschouwers: 4.500 Scheidsrechter: Siemen Mulder |
| 28 oktober 2014 20.00 | |               |                                       | Stadion: Polman Stadion, Almelo Toeschouwers: 4.500 Scheidsrechter: Siemen Mulder |
|                       | |               |                                       |                                                                                   |

|                       |                                      |                            |                                                                    |                                                                                                  |
| 28 oktober 2014 20.00 | Fortuna Sittard                      | 2 – 3 n.v. (2 – 2) (0 – 2) | NAC Breda                                                          | Stadion: Offermans Joosten stadion, Sittard Toeschouwers: 1.878 Scheidsrechter: Serdar Gözübüyük |
| 28 oktober 2014 20.00 | Seku Conneh (pen) 51' Jordi Baur 58' |                            | 5' Mats Seuntjens 45' (pen) Adnane Tighadouini 95' Erik Falkenburg | Stadion: Offermans Joosten stadion, Sittard Toeschouwers: 1.878 Scheidsrechter: Serdar Gözübüyük |
| 28 oktober 2014 20.00 |                                      |                            |                                                                    | Stadion: Offermans Joosten stadion, Sittard Toeschouwers: 1.878 Scheidsrechter: Serdar Gözübüyük |
| 28 oktober 2014 20.00 |                                      |                            |                                                                    | Stadion: Offermans Joosten stadion, Sittard Toeschouwers: 1.878 Scheidsrechter: Serdar Gözübüyük |
|                       |                                      |                            |                                                                    |                                                                                                  |

|                       |                                             |               |                      |                                                                              |
| 28 oktober 2014 20.45 | Vitesse                                     | 2 – 1 (1 – 0) | FC Dordrecht         | Stadion: GelreDome, Arnhem Toeschouwers: 7.000 Scheidsrechter: Dennis Higler |
| 28 oktober 2014 20.45 | Marko Vejinović (pen) 45' Denys Oliynyk 81' |               | 83' Ricky van Haaren | Stadion: GelreDome, Arnhem Toeschouwers: 7.000 Scheidsrechter: Dennis Higler |
| 28 oktober 2014 20.45 |                                             |               |                      | Stadion: GelreDome, Arnhem Toeschouwers: 7.000 Scheidsrechter: Dennis Higler |
| 28 oktober 2014 20.45 |                                             |               |                      | Stadion: GelreDome, Arnhem Toeschouwers: 7.000 Scheidsrechter: Dennis Higler |
|                       |                                             |               |                      |                                                                              |

|                       |                   |               | |                                                                                     |
| 29 oktober 2014 18.30 | Almere City FC    | 1 – 5 (1 – 1) | PSV | Stadion: Almere City Stadion, Almere Toeschouwers: 2.612 Scheidsrechter: Ed Janssen |
| 29 oktober 2014 18.30 | Sander Keller 43' |               | 17' Luciano Narsingh 49' Georginio Wijnaldum 70' Jürgen Locadia 73' Jürgen Locadia 86' Georginio Wijnaldum | Stadion: Almere City Stadion, Almere Toeschouwers: 2.612 Scheidsrechter: Ed Janssen |
| 29 oktober 2014 18.30 |                   |               | | Stadion: Almere City Stadion, Almere Toeschouwers: 2.612 Scheidsrechter: Ed Janssen |
| 29 oktober 2014 18.30 |                   |               | | Stadion: Almere City Stadion, Almere Toeschouwers: 2.612 Scheidsrechter: Ed Janssen |
|                       |                   |               | |                                                                                     |

|                       | |               |                    |                                                                                         |
| 29 oktober 2014 20.00 | PEC Zwolle                                                                                                  | 6 – 1 (4 – 1) | HHC Hardenberg     | Stadion: IJsseldeltastadion, Zwolle Toeschouwers: 10.500 Scheidsrechter: Pol van Boekel |
| 29 oktober 2014 20.00 | Thomas Lam 13' Thomas Lam 14' Thomas Lam 31' Athanasios Karagounis 37' Bart van Hintum 52' Ben Rienstra 78' |               | 33' Sargon Gouriye | Stadion: IJsseldeltastadion, Zwolle Toeschouwers: 10.500 Scheidsrechter: Pol van Boekel |
| 29 oktober 2014 20.00 | |               |                    | Stadion: IJsseldeltastadion, Zwolle Toeschouwers: 10.500 Scheidsrechter: Pol van Boekel |
| 29 oktober 2014 20.00 | |               |                    | Stadion: IJsseldeltastadion, Zwolle Toeschouwers: 10.500 Scheidsrechter: Pol van Boekel |
|                       | |               |                    |                                                                                         |

|                       |                                            |            |              |                                                                                        |
| 29 oktober 2014 20.00 | SC Cambuur                                 | 2 – 0 n.v. | Scheveningen | Stadion: Cambuurstadion, Leeuwarden Toeschouwers: 6.527 Scheidsrechter: Tom van Sichem |
| 29 oktober 2014 20.00 | Bartholomew Ogbeche 105' Bob Schepers 120' |            |              | Stadion: Cambuurstadion, Leeuwarden Toeschouwers: 6.527 Scheidsrechter: Tom van Sichem |
| 29 oktober 2014 20.00 |                                            |            |              | Stadion: Cambuurstadion, Leeuwarden Toeschouwers: 6.527 Scheidsrechter: Tom van Sichem |
| 29 oktober 2014 20.00 |                                            |            |              | Stadion: Cambuurstadion, Leeuwarden Toeschouwers: 6.527 Scheidsrechter: Tom van Sichem |
|                       |                                            |            |              |                                                                                        |

|                       |                  |               | |                                                                                            |
| 29 oktober 2014 20.00 | Flevo Boys       | 1 – 8 (1 – 3) | FC Groningen | Stadion: Sportpark Ervenbos, Emmeloord Toeschouwers: 3.250 Scheidsrechter: Allard Lindhout |
| 29 oktober 2014 20.00 | Paul Bergtop 44' |               | 22' Danny Hoesen 28' Yoëll van Nieff 40' Michael de Leeuw 66' Dino Islamovic 67' Michael de Leeuw 70' (pen) Michael de Leeuw 72' Michael de Leeuw 90' Johan Kappelhof | Stadion: Sportpark Ervenbos, Emmeloord Toeschouwers: 3.250 Scheidsrechter: Allard Lindhout |
| 29 oktober 2014 20.00 |                  |               | | Stadion: Sportpark Ervenbos, Emmeloord Toeschouwers: 3.250 Scheidsrechter: Allard Lindhout |
| 29 oktober 2014 20.00 |                  |               | | Stadion: Sportpark Ervenbos, Emmeloord Toeschouwers: 3.250 Scheidsrechter: Allard Lindhout |
|                       |                  |               | |                                                                                            |

|                       |      |                                                                                                 |    |                                                                                                   |
| 29 oktober 2014 20.00 | GVVV | 0 – 5 (0 – 2)                                                                                   | AZ | Stadion: Sportpark Panhuis, Veenendaal Toeschouwers: 3.000 Scheidsrechter: Martin van den Kerkhof |
| 29 oktober 2014 20.00 |      | 9' Nemanja Gudelj 17' Jeffrey Gouweleeuw 80' Viktor Elm 82' Robert Mühren 90' Mikhail Rosheuvel |    | Stadion: Sportpark Panhuis, Veenendaal Toeschouwers: 3.000 Scheidsrechter: Martin van den Kerkhof |
| 29 oktober 2014 20.00 |      |                                                                                                 |    | Stadion: Sportpark Panhuis, Veenendaal Toeschouwers: 3.000 Scheidsrechter: Martin van den Kerkhof |
| 29 oktober 2014 20.00 |      |                                                                                                 |    | Stadion: Sportpark Panhuis, Veenendaal Toeschouwers: 3.000 Scheidsrechter: Martin van den Kerkhof |
|                       |      |                                                                                                 |    |                                                                                                   |

|                       |                                                    |               |               |                                                                                        |
| 29 oktober 2014 20.00 | FC Volendam                                        | 3 – 0 (1 – 0) | Sportlust '46 | Stadion: Krasstadion, Volendam Toeschouwers: 1.667 Scheidsrechter: Reinold Wiedemeijer |
| 29 oktober 2014 20.00 | Henk Veerman 23' Henk Veerman 47' Henk Veerman 64' |               |               | Stadion: Krasstadion, Volendam Toeschouwers: 1.667 Scheidsrechter: Reinold Wiedemeijer |
| 29 oktober 2014 20.00 |                                                    |               |               | Stadion: Krasstadion, Volendam Toeschouwers: 1.667 Scheidsrechter: Reinold Wiedemeijer |
| 29 oktober 2014 20.00 |                                                    |               |               | Stadion: Krasstadion, Volendam Toeschouwers: 1.667 Scheidsrechter: Reinold Wiedemeijer |
|                       |                                                    |               |               |                                                                                        |

|                       |                 |                         |           |                                                                                          |
| 29 oktober 2014 20.45 | Go Ahead Eagles | 0 – 0 n.v. (4 – 5 pen.) | FC Twente | Stadion: De Adelaarshorst, Deventer Toeschouwers: 6.554 Scheidsrechter: Richard Liesveld |
| 29 oktober 2014 20.45 |                 |                         |           | Stadion: De Adelaarshorst, Deventer Toeschouwers: 6.554 Scheidsrechter: Richard Liesveld |
| 29 oktober 2014 20.45 |                 |                         |           | Stadion: De Adelaarshorst, Deventer Toeschouwers: 6.554 Scheidsrechter: Richard Liesveld |
| 29 oktober 2014 20.45 |                 |                         |           | Stadion: De Adelaarshorst, Deventer Toeschouwers: 6.554 Scheidsrechter: Richard Liesveld |
|                       |                 |                         |           |                                                                                          |

|                       |                         |               |                                                          |                                                                                      |
| 30 oktober 2014 18.30 | De Treffers             | 1 – 3 (0 – 1) | N.E.C.                                                   | Stadion: Sportpark Zuid, Groesbeek Toeschouwers: 3.500 Scheidsrechter: Björn Kuipers |
| 30 oktober 2014 18.30 | Wessel van de Horst 72' |               | 45' (pen) Sjoerd Ars 82' Sjoerd Ars 90' Anthony Limbombe | Stadion: Sportpark Zuid, Groesbeek Toeschouwers: 3.500 Scheidsrechter: Björn Kuipers |
| 30 oktober 2014 18.30 |                         |               |                                                          | Stadion: Sportpark Zuid, Groesbeek Toeschouwers: 3.500 Scheidsrechter: Björn Kuipers |
| 30 oktober 2014 18.30 |                         |               |                                                          | Stadion: Sportpark Zuid, Groesbeek Toeschouwers: 3.500 Scheidsrechter: Björn Kuipers |
|                       |                         |               |                                                          |                                                                                      |

|                       |     |                                                         |           |                                                                                |
| 30 oktober 2014 20.00 | WKE | 0 – 3 (0 – 1)                                           | Excelsior | Stadion: Grote Geert, Emmen Toeschouwers: 1.000 Scheidsrechter: Jeroen Sanders |
| 30 oktober 2014 20.00 |     | 38' Carlo de Reuver 67' Ninos Gouriye 90' Jordan Botaka |           | Stadion: Grote Geert, Emmen Toeschouwers: 1.000 Scheidsrechter: Jeroen Sanders |
| 30 oktober 2014 20.00 |     |                                                         |           | Stadion: Grote Geert, Emmen Toeschouwers: 1.000 Scheidsrechter: Jeroen Sanders |
| 30 oktober 2014 20.00 |     |                                                         |           | Stadion: Grote Geert, Emmen Toeschouwers: 1.000 Scheidsrechter: Jeroen Sanders |
|                       |     |                                                         |           |                                                                                |

|                       |                                                                 |                            |                                      |                                                                                            |
| 30 oktober 2014 20.45 | Roda JC Kerkrade                                                | 4 – 2 n.v. (2 – 2) (1 – 1) | Sparta Rotterdam                     | Stadion: Parkstad Limburg Stadion, Kerkrade Toeschouwers: 6.961 Scheidsrechter: Kevin Blom |
| 30 oktober 2014 20.45 | Marc Höcher 30' Marc Höcher 90' Guy Ramos 116' Marc Höcher 119' |                            | 8' (pen) Paul Gladon 51' Paul Gladon | Stadion: Parkstad Limburg Stadion, Kerkrade Toeschouwers: 6.961 Scheidsrechter: Kevin Blom |
| 30 oktober 2014 20.45 |                                                                 |                            |                                      | Stadion: Parkstad Limburg Stadion, Kerkrade Toeschouwers: 6.961 Scheidsrechter: Kevin Blom |
| 30 oktober 2014 20.45 |                                                                 |                            |                                      | Stadion: Parkstad Limburg Stadion, Kerkrade Toeschouwers: 6.961 Scheidsrechter: Kevin Blom |
|                       |                                                                 |                            |                                      |                                                                                            |

### Achtste finales
|                        |           |                 |            |                                                                                            |
| 16 december 2014 18.30 | VVV-Venlo | 0 – 1 (0 – 1)   | PEC Zwolle | Stadion: Covebo Stadion - De Koel -, Venlo Toeschouwers: 2.800 Scheidsrechter: Bas Nijhuis |
| 16 december 2014 18.30 |           | 12' Tomáš Necid |            | Stadion: Covebo Stadion - De Koel -, Venlo Toeschouwers: 2.800 Scheidsrechter: Bas Nijhuis |
| 16 december 2014 18.30 |           |                 |            | Stadion: Covebo Stadion - De Koel -, Venlo Toeschouwers: 2.800 Scheidsrechter: Bas Nijhuis |
| 16 december 2014 18.30 |           |                 |            | Stadion: Covebo Stadion - De Koel -, Venlo Toeschouwers: 2.800 Scheidsrechter: Bas Nijhuis |
|                        |           |                 |            |                                                                                            |

|                        |                 |                                                                      |            |                                                                                    |
| 16 december 2014 20.45 | Heracles Almelo | 0 – 3 (0 – 1)                                                        | SC Cambuur | Stadion: Polman Stadion, Almelo Toeschouwers: 3.216 Scheidsrechter: Eric Braamhaar |
| 16 december 2014 20.45 |                 | 14' Mohamed El Makrini 52' Mohamed El Makrini 61' Calvin Mac-Intosch |            | Stadion: Polman Stadion, Almelo Toeschouwers: 3.216 Scheidsrechter: Eric Braamhaar |
| 16 december 2014 20.45 |                 |                                                                      |            | Stadion: Polman Stadion, Almelo Toeschouwers: 3.216 Scheidsrechter: Eric Braamhaar |
| 16 december 2014 20.45 |                 |                                                                      |            | Stadion: Polman Stadion, Almelo Toeschouwers: 3.216 Scheidsrechter: Eric Braamhaar |
|                        |                 |                                                                      |            |                                                                                    |

|                        |                                                 |               |                                                                                   |                                                                                      |
| 17 december 2014 18.30 | De Graafschap                                   | 2 – 4 (1 – 2) | FC Twente                                                                         | Stadion: De Vijverberg, Doetinchem Toeschouwers: 8.154 Scheidsrechter: Siemen Mulder |
| 17 december 2014 18.30 | Vincent Vermeij 11' Andreas Bjelland (e.d.) 79' |               | 40' Jesús Manuel Corona 45' Hakim Ziyech 61' Jesús Manuel Corona 69' Hakim Ziyech | Stadion: De Vijverberg, Doetinchem Toeschouwers: 8.154 Scheidsrechter: Siemen Mulder |
| 17 december 2014 18.30 |                                                 |               |                                                                                   | Stadion: De Vijverberg, Doetinchem Toeschouwers: 8.154 Scheidsrechter: Siemen Mulder |
| 17 december 2014 18.30 |                                                 |               |                                                                                   | Stadion: De Vijverberg, Doetinchem Toeschouwers: 8.154 Scheidsrechter: Siemen Mulder |
|                        |                                                 |               |                                                                                   |                                                                                      |

|                        |                                               |               |                      |                                                                                   |
| 17 december 2014 19.00 | AZ                                            | 2 – 1 (1 – 0) | N.E.C.               | Stadion: AFAS Stadion, Alkmaar Toeschouwers: 8.066 Scheidsrechter: Tom van Sichem |
| 17 december 2014 19.00 | Muamer Tanković 33' Muamer Tanković (pen) 62' |               | 66' Anthony Limbombe | Stadion: AFAS Stadion, Alkmaar Toeschouwers: 8.066 Scheidsrechter: Tom van Sichem |
| 17 december 2014 19.00 |                                               |               |                      | Stadion: AFAS Stadion, Alkmaar Toeschouwers: 8.066 Scheidsrechter: Tom van Sichem |
| 17 december 2014 19.00 |                                               |               |                      | Stadion: AFAS Stadion, Alkmaar Toeschouwers: 8.066 Scheidsrechter: Tom van Sichem |
|                        |                                               |               |                      |                                                                                   |

|                        |                                                                    |               |             |                                                                                   |
| 17 december 2014 19.30 | FC Groningen                                                       | 3 – 0 (1 – 0) | FC Volendam | Stadion: Euroborg, Groningen Toeschouwers: 8.315 Scheidsrechter: Richard Liesveld |
| 17 december 2014 19.30 | Mimoun Mahi 44' Nick van der Velden (pen) 71' Michael de Leeuw 89' |               |             | Stadion: Euroborg, Groningen Toeschouwers: 8.315 Scheidsrechter: Richard Liesveld |
| 17 december 2014 19.30 |                                                                    |               |             | Stadion: Euroborg, Groningen Toeschouwers: 8.315 Scheidsrechter: Richard Liesveld |
| 17 december 2014 19.30 |                                                                    |               |             | Stadion: Euroborg, Groningen Toeschouwers: 8.315 Scheidsrechter: Richard Liesveld |
|                        |                                                                    |               |             |                                                                                   |

|                        | |               |           |                                                                                          |
| 18 december 2014 18.30 | Excelsior | 6 – 0 (2 – 0) | NAC Breda | Stadion: Stadion Woudestein, Rotterdam Toeschouwers: 2.014 Scheidsrechter: Dennis Higler |
| 18 december 2014 18.30 | Adil Auassar 9' Sepp De Roover (e.d.) 19' Adil Auassar 64' Tom van Weert 70' Kevin Vermeulen 85' Rick Kruys 88' |               |           | Stadion: Stadion Woudestein, Rotterdam Toeschouwers: 2.014 Scheidsrechter: Dennis Higler |
| 18 december 2014 18.30 | |               |           | Stadion: Stadion Woudestein, Rotterdam Toeschouwers: 2.014 Scheidsrechter: Dennis Higler |
| 18 december 2014 18.30 | |               |           | Stadion: Stadion Woudestein, Rotterdam Toeschouwers: 2.014 Scheidsrechter: Dennis Higler |
|                        | |               |           |                                                                                          |

|                        |      |                                                                                   |         |                                                                                      |
| 18 december 2014 20.45 | Ajax | 0 – 4 (0 – 2)                                                                     | Vitesse | Stadion: Amsterdam ArenA, Amsterdam Toeschouwers: 35.835 Scheidsrechter: Bas Nijhuis |
| 18 december 2014 20.45 |      | 22' Bertrand Traoré 45' Zakaria Labyad 57' Bertrand Traoré 60' Valeri Kazaishvili |         | Stadion: Amsterdam ArenA, Amsterdam Toeschouwers: 35.835 Scheidsrechter: Bas Nijhuis |
| 18 december 2014 20.45 |      |                                                                                   |         | Stadion: Amsterdam ArenA, Amsterdam Toeschouwers: 35.835 Scheidsrechter: Bas Nijhuis |
| 18 december 2014 20.45 |      |                                                                                   |         | Stadion: Amsterdam ArenA, Amsterdam Toeschouwers: 35.835 Scheidsrechter: Bas Nijhuis |
|                        |      |                                                                                   |         |                                                                                      |

|                       |                                                  |                            |                                   |                                                                                                  |
| 20 januari 2015 20.00 | Roda JC Kerkrade                                 | 3 – 2 n.v. (2 – 2) (1 – 1) | PSV                               | Stadion: Parkstad Limburg Stadion, Kerkrade Toeschouwers: 9.440 Scheidsrechter: Richard Liesveld |
| 20 januari 2015 20.00 | Tom Van Hyfte 5' Edwin Gyasi 74' Hicham Faik 98' |                            | 17' Luuk de Jong 83' Luuk de Jong | Stadion: Parkstad Limburg Stadion, Kerkrade Toeschouwers: 9.440 Scheidsrechter: Richard Liesveld |
| 20 januari 2015 20.00 |                                                  |                            |                                   | Stadion: Parkstad Limburg Stadion, Kerkrade Toeschouwers: 9.440 Scheidsrechter: Richard Liesveld |
| 20 januari 2015 20.00 |                                                  |                            |                                   | Stadion: Parkstad Limburg Stadion, Kerkrade Toeschouwers: 9.440 Scheidsrechter: Richard Liesveld |
|                       |                                                  |                            |                                   |                                                                                                  |

### Kwartfinales
|                       |                                           |                            |                                                 |                                                                                          |
| 27 januari 2015 18:30 | SC Cambuur                                | 2 – 3 n.v. (2 – 2) (0 – 1) | PEC Zwolle                                      | Stadion: Cambuurstadion, Leeuwarden Toeschouwers: 7.834 Scheidsrechter: Serdar Gözübüyük |
| 27 januari 2015 18:30 | Furdjel Narsingh 56' Furdjel Narsingh 61' |                            | 25' Thomas Lam 51' Ryan Thomas 109' Jody Lukoki | Stadion: Cambuurstadion, Leeuwarden Toeschouwers: 7.834 Scheidsrechter: Serdar Gözübüyük |
| 27 januari 2015 18:30 |                                           |                            |                                                 | Stadion: Cambuurstadion, Leeuwarden Toeschouwers: 7.834 Scheidsrechter: Serdar Gözübüyük |
| 27 januari 2015 18:30 |                                           |                            |                                                 | Stadion: Cambuurstadion, Leeuwarden Toeschouwers: 7.834 Scheidsrechter: Serdar Gözübüyük |
|                       |                                           |                            |                                                 |                                                                                          |

|                       |                                                      |               |    |                                                                                     |
| 27 januari 2015 20:45 | FC Twente                                            | 3 – 0 (2 – 0) | AZ | Stadion: De Grolsch Veste, Enschede Toeschouwers: 18.600 Scheidsrechter: Kevin Blom |
| 27 januari 2015 20:45 | Luc Castaignos 24' Hakim Ziyech 44' Hakim Ziyech 62' |               |    | Stadion: De Grolsch Veste, Enschede Toeschouwers: 18.600 Scheidsrechter: Kevin Blom |
| 27 januari 2015 20:45 |                                                      |               |    | Stadion: De Grolsch Veste, Enschede Toeschouwers: 18.600 Scheidsrechter: Kevin Blom |
| 27 januari 2015 20:45 |                                                      |               |    | Stadion: De Grolsch Veste, Enschede Toeschouwers: 18.600 Scheidsrechter: Kevin Blom |
|                       |                                                      |               |    |                                                                                     |

|                       |                  |               |                                                                           | |
| 28 januari 2015 18:30 | Roda JC Kerkrade | 1 – 4 (0 – 3) | Excelsior                                                                 | Stadion: Parkstad Limburg Stadion, Kerkrade Toeschouwers: 6.125 Scheidsrechter: Reinold Wiedemeijer |
| 28 januari 2015 18:30 | Anco Jansen 77'  |               | 16' Ninos Gouriye 30' Jurgen Mattheij 34' Tom van Weert 84' Tom van Weert | Stadion: Parkstad Limburg Stadion, Kerkrade Toeschouwers: 6.125 Scheidsrechter: Reinold Wiedemeijer |
| 28 januari 2015 18:30 |                  |               |                                                                           | Stadion: Parkstad Limburg Stadion, Kerkrade Toeschouwers: 6.125 Scheidsrechter: Reinold Wiedemeijer |
| 28 januari 2015 18:30 |                  |               |                                                                           | Stadion: Parkstad Limburg Stadion, Kerkrade Toeschouwers: 6.125 Scheidsrechter: Reinold Wiedemeijer |
|                       |                  |               |                                                                           | |

|                       |                                                                                   |               |         |                                                                                 |
| 28 januari 2015 20:45 | FC Groningen                                                                      | 4 – 0 (0 – 0) | Vitesse | Stadion: Euroborg, Groningen Toeschouwers: 12.458 Scheidsrechter: Björn Kuipers |
| 28 januari 2015 20:45 | Tjaronn Chery 63' Michael de Leeuw 66' Yoëll van Nieff 76' Maikel Kieftenbeld 78' |               |         | Stadion: Euroborg, Groningen Toeschouwers: 12.458 Scheidsrechter: Björn Kuipers |
| 28 januari 2015 20:45 |                                                                                   |               |         | Stadion: Euroborg, Groningen Toeschouwers: 12.458 Scheidsrechter: Björn Kuipers |
| 28 januari 2015 20:45 |                                                                                   |               |         | Stadion: Euroborg, Groningen Toeschouwers: 12.458 Scheidsrechter: Björn Kuipers |
|                       |                                                                                   |               |         |                                                                                 |

### Halve finales
|                    |                     |                                         |                |                                                                                      |
| 7 april 2015 20:00 | FC Twente           | 1 – 1 n.v. (1 – 1) (0 – 0) (2 – 4 pen.) | PEC Zwolle     | Stadion: Grolsch Veste, Enschede Toeschouwers: 30.000 Scheidsrechter: Danny Makkelie |
| 7 april 2015 20:00 | Youness Mokhtar 87' |                                         | 82' Wout Brama | Stadion: Grolsch Veste, Enschede Toeschouwers: 30.000 Scheidsrechter: Danny Makkelie |
| 7 april 2015 20:00 |                     |                                         |                | Stadion: Grolsch Veste, Enschede Toeschouwers: 30.000 Scheidsrechter: Danny Makkelie |
| 7 april 2015 20:00 |                     |                                         |                | Stadion: Grolsch Veste, Enschede Toeschouwers: 30.000 Scheidsrechter: Danny Makkelie |
|                    |                     |                                         |                |                                                                                      |

|                    |                                                       |               |           |                                                                                  |
| 8 april 2015 20:00 | FC Groningen                                          | 3 – 0 (1 – 0) | Excelsior | Stadion: Euroborg, Groningen Toeschouwers: 22.000 Scheidsrechter: Pol van Boekel |
| 8 april 2015 20:00 | Hans Hateboer 40' Albert Rusnák 53' Tjaronn Chery 88' |               |           | Stadion: Euroborg, Groningen Toeschouwers: 22.000 Scheidsrechter: Pol van Boekel |
| 8 april 2015 20:00 |                                                       |               |           | Stadion: Euroborg, Groningen Toeschouwers: 22.000 Scheidsrechter: Pol van Boekel |
| 8 april 2015 20:00 |                                                       |               |           | Stadion: Euroborg, Groningen Toeschouwers: 22.000 Scheidsrechter: Pol van Boekel |
|                    |                                                       |               |           |                                                                                  |

### Finale
|                                    |            |                                     |              |                                                                          |
| 3 mei 2015 18:00 Finale KNVB Beker | PEC Zwolle | 0 – 2 (0 – 0)                       | FC Groningen | De Kuip, Rotterdam Toeschouwers: 50.000 Scheidsrechter: Richard Liesveld |
| 3 mei 2015 18:00 Finale KNVB Beker |            | 64' Albert Rusnák 75' Albert Rusnák |              | De Kuip, Rotterdam Toeschouwers: 50.000 Scheidsrechter: Richard Liesveld |

| PEC Zwolle |

| PEC Zwolle:    |    |                    |     |
|                |    |                    |     |
| GK             | 1  | Warner Hahn        |     |
| RB             | 2  | Bram van Polen     |     |
| CB             | 28 | Thomas Lam         | 81' |
| CB             | 14 | Joost Broerse      | 65' |
| LB             | 5  | Bart van Hintum    |     |
| CM             | 6  | Mustafa Saymak     |     |
| CM             | 23 | Ben Rienstra       |     |
| AM             | 11 | Jesper Drost       |     |
| RW             | 7  | Jody Lukoki        |     |
| CF             | 15 | Tomas Necid        |     |
| LW             | 30 | Ryan Thomas        | 81' |
| Wisselspelers: |    |                    |     |
| GK             | 16 | Kevin Begois       |     |
| DF             | 3  | Trent Sainsbury    | 65' |
| DF             | 22 | Aleksandar Bjelica |     |
| MF             | 19 | Rick Dekker        |     |
| FW             | 21 | Wout Brama         |     |
| FW             | 10 | Stef Nijland       | 81' |
| FW             | 17 | Sheraldo Becker    | 81' |
| Coach:         |    |                    |     |
| Ron Jans       |    |                    |     |

| FC Groningen:     |    |                      |     |
|                   |    |                      |     |
| GK                | 1  | Sergio Padt          |     |
| RB                | 2  | Johan Kappelhof      |     |
| CB                | 3  | Eric Botteghin       |     |
| CB                | 21 | Rasmus Lindgren      |     |
| LB                | 5  | Lorenzo Burnet       | 46' |
| CM                | 22 | Simon Tibbling       |     |
| CM                | 6  | Maikel Kieftenbeld   |     |
| CM                | 10 | Tjaronn Chery        |     |
| RW                | 14 | Mimoun Mahi          | 62' |
| CF                | 8  | Michael de Leeuw     | 86' |
| LW                | 11 | Albert Rusnák        |     |
| Wisselspelers:    |    |                      |     |
| GK                | 26 | Peter van der Vlag   |     |
| DF                | 4  | Martijn van der Laan |     |
| DF                | 33 | Hans Hateboer        | 46' |
| MF                | 20 | Yoëll van Nieff      |     |
| MF                | 38 | Juninho Bacuna       | 86' |
| FW                | 7  | Jarchinio Antonia    | 62' |
| FW                | 23 | Nick van der Velden  |     |
| Coach:            |    |                      |     |
| Erwin van de Looi |    |                      |     |

| KNVB Beker 2014/15      |
| ----------------------- |
| FC Groningen 1ste titel |

## Topscorers
Legenda
- Pos. Positie
- Speler Naam speler
- Club Naam club
- Doelpunt
- X Niet van toepassing
- Vetgedrukt = Nog actief

| Pos. | Speler                   | Club             |   |
| ---- | ------------------------ | ---------------- | - |
| 1.   | Arkadiusz Milik          | Ajax             | 8 |
| 2.   | Michael de Leeuw         | FC Groningen     | 7 |
| 3.   | Oussama Tannane          | Heracles Almelo  | 5 |
| 4.   | Hakim Ziyech             | FC Twente        | 4 |
| 4.   | Thomas Lam               | PEC Zwolle       | 4 |
| 6.   | Albert Rusnak            | FC Groningen     | 3 |
| 6.   | Sjoerd Ars               | N.E.C.           | 3 |
| 6.   | Luc Castaignos           | FC Twente        | 3 |
| 6.   | Henk Veerman             | FC Volendam      | 3 |
| 6.   | Bertrand Traoré          | Vitesse          | 3 |
| 6.   | Marc Höcher              | Roda JC Kerkrade | 3 |
| 6.   | Seku Conneh              | Fortuna Sittard  | 3 |
| 6.   | Tom van Weert            | Excelsior        | 3 |
| 6.   | Marvin Bedaf             | Dosko            | 3 |
| 6.   | Yael Heatubun            | EVV              | 3 |
| 6.   | Timon Rorije             | Flevo Boys       | 3 |
| 6.   | Serginio van Axel-Dongen | ASWH             | 3 |
| 6.   | Tjeerd Westdijk          | HBS-Craeyenhout  | 3 |

## Deelnemers per ronde
Het aantal deelnemers per divisie per ronde is:
| Deelnemerscategorie | Ronde 1               | Ronde 2    | Ronde 3    | Achtste finale | Kwartfinale | Halve finale | Finale   | Winnaar  |          |
| ------------------- | --------------------- | ---------- | ---------- | -------------- | ----------- | ------------ | -------- | -------- | -------- |
| Eredivisie          | (bye)                 | 18 (28,1%) | 13 (40,6%) | 11 (68,8%)     | 7 (87,5%)   | 4 (100%)     | 2 (100%) | 1 (100%) |          |
| Eerste divisie      | (bye)                 | 17 (26,6%) | 10 (31,3%) | 05 (31,3%)     | 1 (12,5%)   | 0 0(0%)      | 0 0(0%)  | 0 0(0%)  |          |
| Topklasse           | 17 (42,9%) + (8x bye) | 20 (31,3%) | 05 (15,6%) | 00 (00%)       | 00 (00%)    | 00 (00%)     | 00 (00%) | 00 (00%) | 00 (00%) |
| Hoofdklasse         | 13 (31,0%)            | 06 (09,4%) | 02 0(6,3%) | 00 (00%)       | 00 (00%)    | 00 (00%)     | 00 (00%) | 00 (00%) | 00 (00%) |
| Eerste klasse       | 05 (11,9%)            | 03 (04,7%) | 02 0(6,3%) | 00 (00%)       | 00 (00%)    | 00 (00%)     | 00 (00%) | 00 (00%) | 00 (00%) |
| Tweede klasse       | 06 (14,3%)            | 00 (00%)   | 00 (00%)   | 00 (00%)       | 00 (00%)    | 00 (00%)     | 00 (00%) | 00 (00%) |          |
| Derde klasse        | 01 (02,4%)            | 00 (00%)   | 00 (00%)   | 00 (00%)       | 00 (00%)    | 00 (00%)     | 00 (00%) | 00 (00%) |          |
| Totaal              | 42                    | 64         | 32         | 16             | 8           | 4            | 2        | 1        |          |